# Peter Dingler
Peter Dingler (* 1944) ist ein deutscher Rechtsanwalt und Kommunalpolitiker (SPD).

## Werdegang
Dingler war ab dem 27. Februar 1989 Bürgermeister von Vaterstetten. Nach zwölf Jahren im Amt unterlag er am 18. Februar 2001 in der Stichwahl Robert Niedergesäß (CSU). Wenige Wochen danach legte er auch sein Mandat im Kreistag des Landkreises Ebersberg nieder. Heute arbeitet er in einer Münchner Anwaltskanzlei und beschäftigt sich hauptsächlich mit kommunalrechtlichen Belangen. 